# Bart Reindersma
Bart Reindersma (Amsterdam, 4 juli 1953) is een Nederlandse kunstenaar gespecialiseerd in het maken van etsen en heliogravures. Hij heeft zo'n 1.500 unieke etsen en heliogravures getekend en 200.000 afdrukken gemaakt. Hij pleit ervoor dat de heliogravure als meest originele en authentieke diepdruk-reproductievorm op de Werelderfgoedlijst van UNESCO komt. 

## Biografie

### Fascinatie voor zeilschepen
Reindersma werd geboren op 4 juli 1953 in Amsterdam in een gezin met een oudere broer. Toen hij zes jaar oud was kochten zijn ouders een sloep. In de zomer ging het gezin elk weekend het IJsselmeer op. Daar raakte hij gefascineerd door de zeilschepen van weleer: klippers, botters, bonzen en aken. Die fascinatie is altijd gebleven en zichtbaar in zijn latere werk als kunstenaar.

### Tekentalent
Op veertienjarige leeftijd maakte hij zijn eerste gedrukte tekeningen. Zijn tekenleraar was Maarten Krabbé, de vader van Jeroen Krabbé. Zijn vrijheidsdrang zorgde ervoor dat hij als scholier meer spijbelde dan in de klas zat, waardoor hij zes jaar over de vierjarige Mulo-B deed.

### Opleiding, hobby en werk
Na de Mulo werkte hij kort op kantoor, maar dat was niks voor hem. Werken in de buitenlucht trok hem meer. Daarom volgde hij een opleiding tot vakbekwaam hovenier. Hier kwam zijn tekentalent wederom naar boven. Later zou blijken dat de ontwerpen die hij tijdens de opleiding maakte, nog jarenlang als voorbeeld zijn gebruikt voor studenten.
Naar aanleiding hiervan nam hij wederom tekenlessen. Dit keer bij beeldend kunstenaar Cees Langendorff, die in zijn atelier een ets-pers had staan. Daar wilde hij meer van weten. Langendorff leerde hem etsen te maken en vanaf dat moment was hij verkocht. De uitspraak ‘eenmaal drukinkt aan je handen, altijd drukinkt aan je handen’ gaat voor hem absoluut op. Etsen maken werd zijn nieuwe hobby.
Hij doorliep in de jaren ’80 van de vorige eeuw ook nog de toelatingsprocedure voor de kunstacademie, maar werd afgewezen. Achteraf zegt hij dat die afwijzing het beste is wat hem is overkomen. De kennis en vaardigheden die hij tijdens zijn opleiding en werk als hovenier heeft opgedaan, hebben hem gevormd als kunstenaar. Zo ontwikkelde hij een uitstekend ruimtelijk inzicht en leerde hij over verhoudingen, kleuren, texturen en expressiviteit.

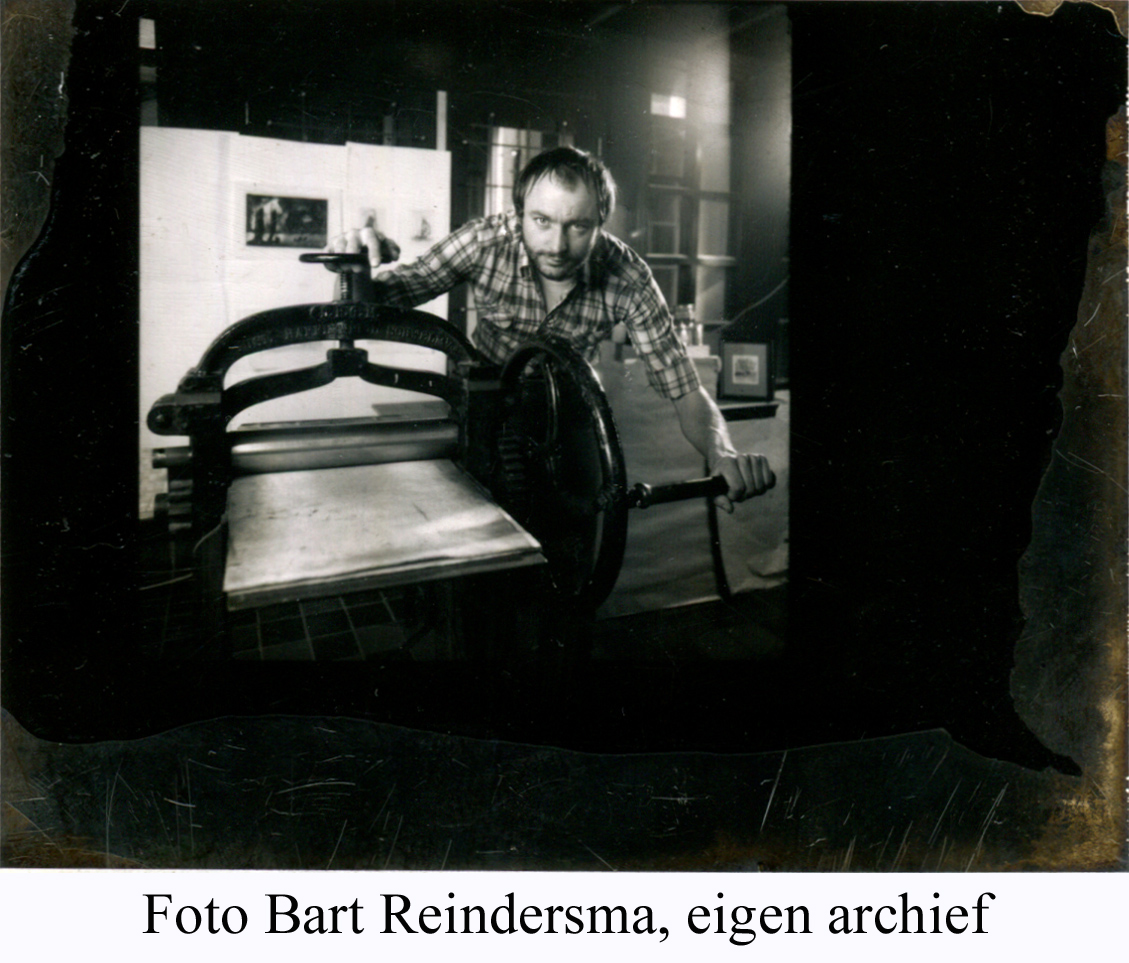
De jonge Bart Reindersma aan de drukpers.

### Van hovenier naar kunstenaar in Almere
In 1978 werkte Reindersma als hovenier voor de Rijksdienst voor de IJsselmeerpolders. Zo kon hij als een van de eerste inwoners een mooi huis in het nieuwe Almere krijgen. Zijn toenmalige vrouw was in verwachting van hun eerste kind en het vooruitzicht dat hun kind niet driehoog-achter hoefde op te groeien, maar daadwerkelijk de ruimte kreeg om buiten te spelen, trok het jonge stel over de streep. In deze periode besloot hij ook om van zijn hobby zijn werk te maken. Daarbij hanteerde hij drie uitgangspunten: het beste ontwerp, de fraaiste techniek en de aantrekkelijkste prijs.
Vanaf dat moment transformeerde de hovenier in kunstenaar en maakte hij zijn eerste professionele etsen, waaronder diverse stadsgezichten van Almere, maar ook van steden als Amsterdam, Utrecht, Rotterdam en Leiden.

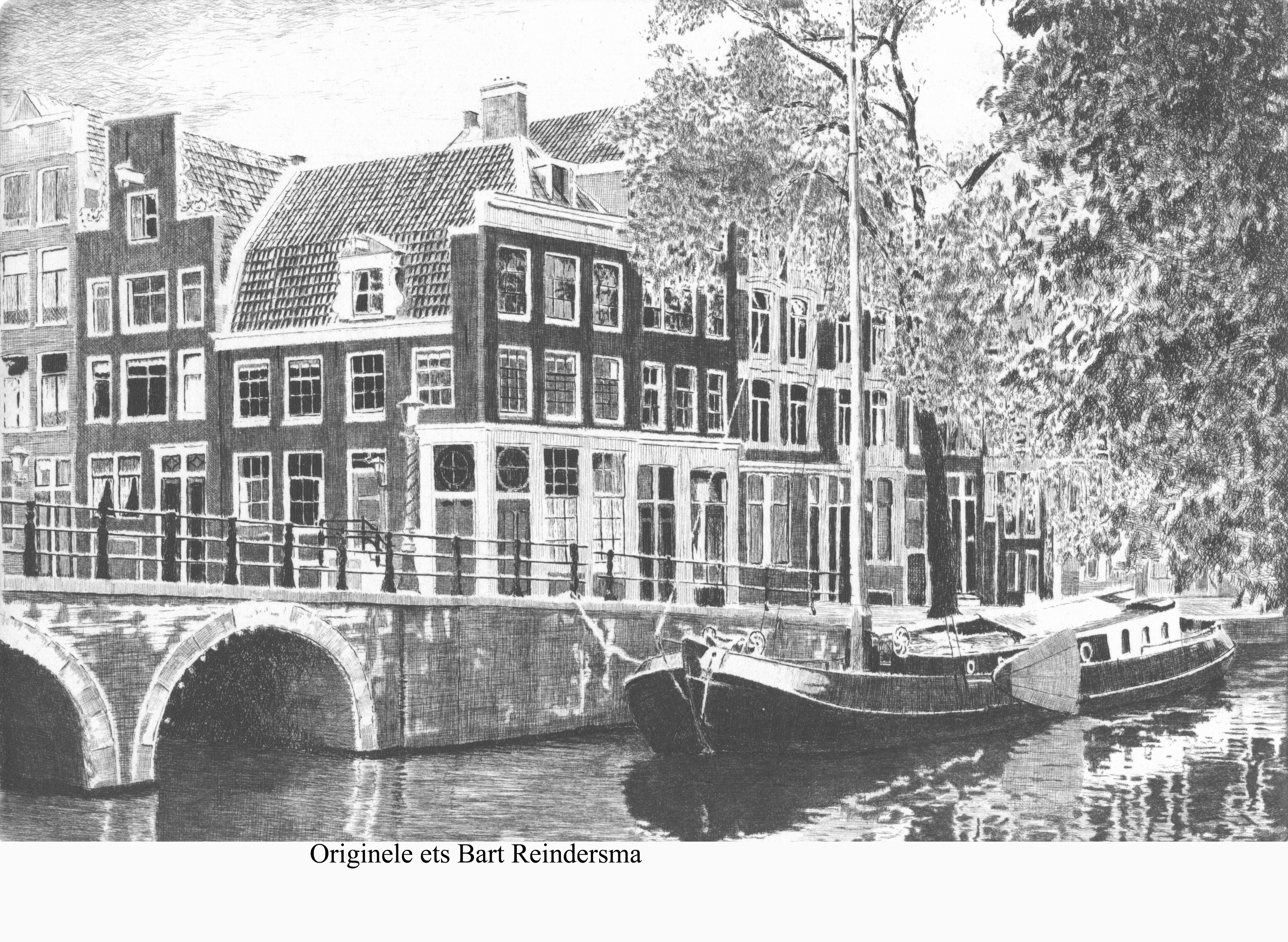
Originele ets door Bart Reindersma, hoek Keizersgracht-Brouwersgracht in Amsterdam.

## Werk

### Heliogravure
Nadat hij fulltime kunstenaar – of in eerste instantie etser – was geworden, kwam hij in 1981 in aanraking met de heliogravure. Het betrof een werk van Rembrandt van Rijn waarop Rembrandt zijn moeder had afgebeeld. Bart Reindersma kocht de afdruk destijds voor driehonderd gulden. Hij zag direct de potentie voor zijn eigen werk als kunstenaar, maar dan moest hij deze oude techniek wel goed beheersen. Twee jaar lang verdiepte hij zich in de techniek. Tegenwoordig is over zo’n beetje elk onderwerp informatie te vinden op internet, maar dat was in die tijd nog niet het geval. Stad en land reisde hij daarom af om informatie te verzamelen en kennis op te doen.

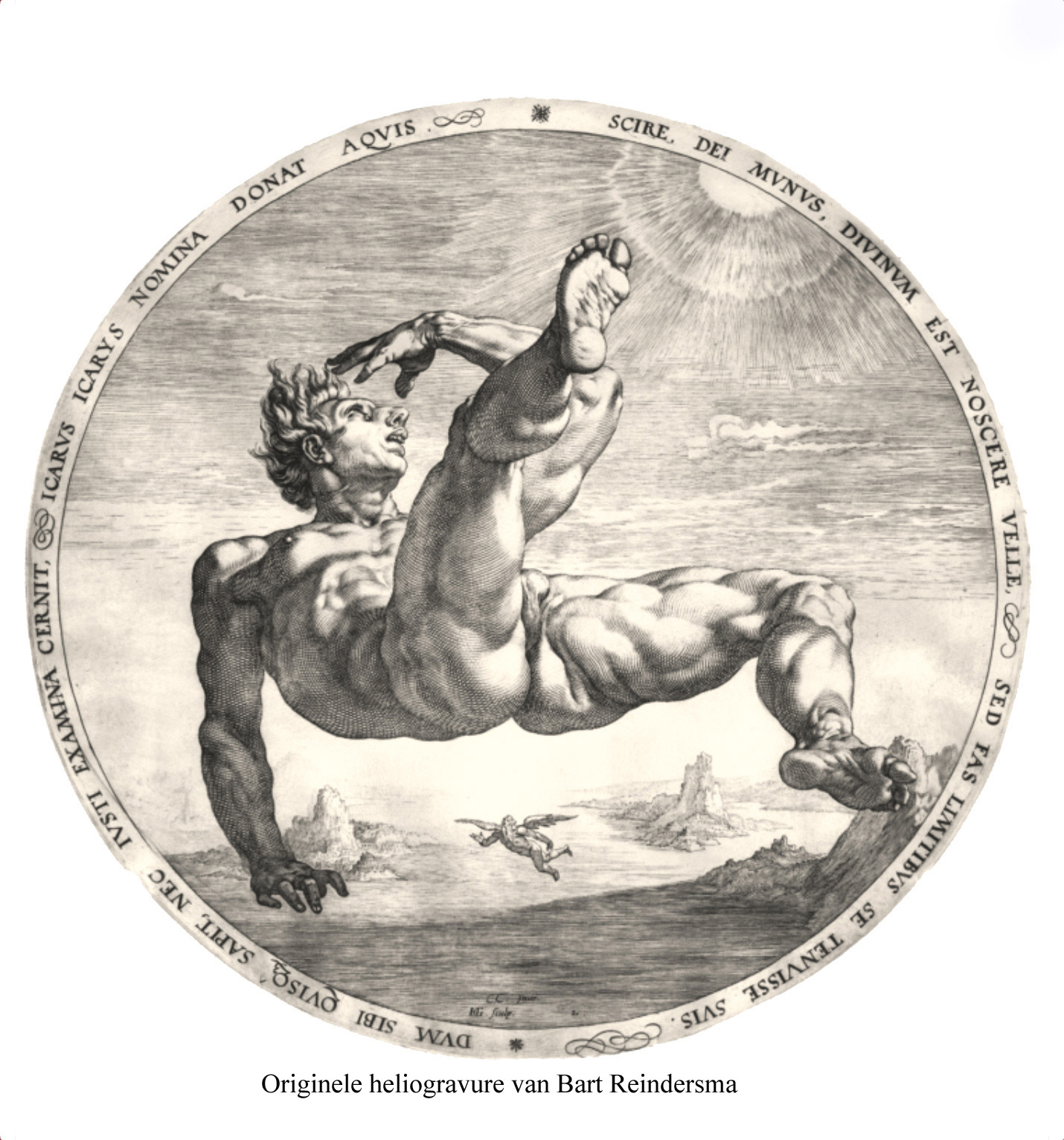
Reproductie/heliogravure van Icarus (origineel door Hendrick Goltzius) door Bart Reindersma.

Zo bezocht hij onder meer de Duitse firma Hanfstaengl in München, de fabrikant van pigmentpapier voor onder andere kooldruk (carbon printing). Hier bracht hij samen met de laborant Dr. Heigl en zijn assistent een middag door met het testen en uitproberen van het laten hechten van de gepigmenteerde gelatine aan een koperplaat om zo een heliogravure te kunnen maken. Toen dit uiteindelijk lukte, kon hij de oude techniek verder doorgronden.
Vervolgens heeft hij deze oude techniek met zijn kennis van moderne reprografische technieken verder doorontwikkeld en gemoderniseerd tot de hedendaagse heliogravure. Inmiddels is hij een van de weinigen ter wereld die deze unieke kunstvorm beheerst. Het is een fraaie reproductievorm, vooral voor etsen en gravures, vanwege de hoge nauwkeurigheid. Elke afdruk wordt met de hand gemaakt. En daarmee zijn net als bij een originele ets, geen twee afdrukken gelijk. Reindersma’s heliogravures kenmerken zich door veel detaillering, fluweelachtig zachte diepe zwarten en subtiele overgangen in de grijsgebieden.
Met deze techniek heeft hij dertig jaar gewerkt voor diverse musea over de hele wereld, waaronder het Rijksmuseum en Museum Rembrandthuis. Voor deze musea maakte hij reproducties van Rembrandt. Deze reproducties zijn niet van echt te onderscheiden. Voor Teylers Museum maakte hij twee heliogravures op basis van de werken Icarus en Phaëton van Hendrick Goltzius. Hierover zei de museumdirecteur destijds: ‘het enige verschil is het papier waarop de kunstwerken zijn gedrukt, verder zijn ze identiek.’

### Vormgeving EK triatlon lange afstand

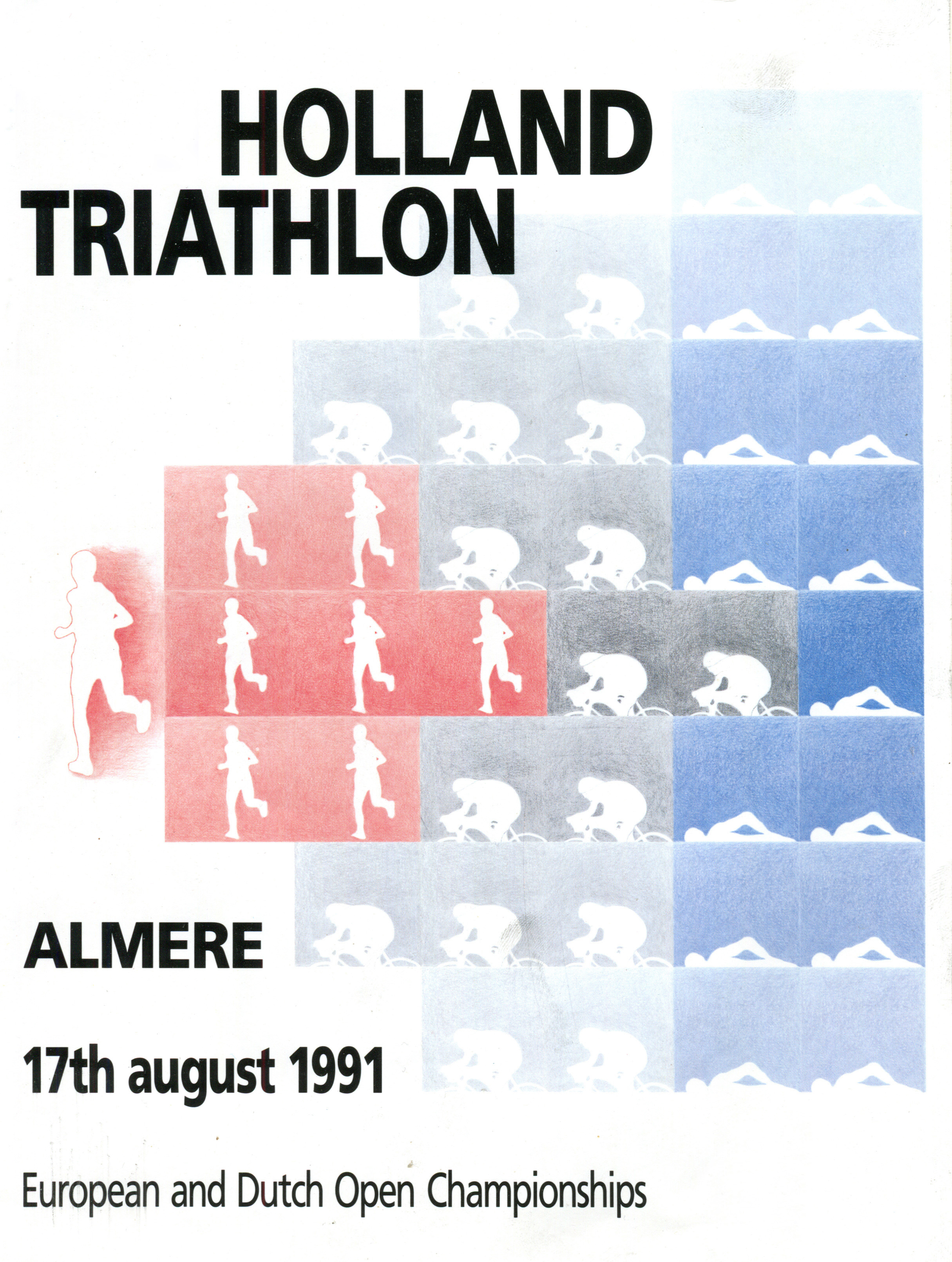
Ontwerp voor het EK triatlon lange afstand in 1991, door Bart Reindersma.

In 1990 werd Bart Reindersma gevraagd om een ontwerp in te sturen voor een affiche voor de triatlon in Almere. Hij miste echter de deadline vanwege privéproblemen. De organisator liet vervolgens weten dat ze de deadline een week hadden opgeschoven. Vlak voordat ook deze deadline verstreek, kwam Reindersma met een ontwerp. Het was het meest aparte ontwerp dat ze ooit hadden gehad, aldus de organisatie. Zij wilden het daarom graag bewaren voor een jaar later als de Europese kampioenschappen in Almere zouden zijn. Zo maakte Reindersma uiteindelijk de grafische uitingen voor het EK triatlon lange afstand in 1991.

### Etsen voor de KNRM
Eind jaren ’90 woonde hij in Noordwijk een demonstratie bij van de reddingsboot Abraham Fock van de KNRM. Daar was hij zo van onder de indruk dat hij een jaar later op Ameland aan de walbaas toestemming vroeg om de lancering van de reddingsboot van dichtbij te fotograferen. Van die foto's maakte hij etsen in aquatint. In 2005 exposeerde hij met zijn werk in het Maritiem Centrum op Ameland. Naar aanleiding daarvan vroeg de KNRM hem een aantal etsen in opdracht te maken als geschenken aan de nabestaanden van gulle gevers, dankzij wie de KNRM nieuwe reddingboten kon bouwen. Zo maakte hij onder andere etsen van de boten de Anna Margaretha en de Janine Parqui.

### Verteltheater
In 2001 kwam hij tijdens een scheepvaartbeurs in contact met de organisatoren van een maritiem festival in Bretagne, die hem daarvoor uitnodigden. Daar ontstond het idee voor een verteltheater. Zijn eerste onderwerp was De Vliegende Hollander, compleet met tekeningen, filmbeelden en muziek. Dankzij de bekendheid die dit verhaal geniet in Frankrijk was het een daverend succes. Eenmaal terug in Nederland ging Bart Reindersma door met het maken van vertelvoorstellingen. Hiervoor bouwde hij zijn eigen speeltent van vijftig vierkante meter inclusief brandwerend doek. Ook leerde hij zichzelf spelen op een Baskische accordeon, de trikiti of trikitixa.
Behalve over de legende van de Vliegende Hollander maakte hij voorstellingen over diverse andere sagen, mythen en historische verhalen, zoals over de Zeemeermin van Muiden, de professor in de verborgen wetenschappen en het verhaal van Schokland.
Op basis van het verteltheater maakte hij een aantal jaren later met oud songfestivaldeelnemer Michelle Courtens ook nog het Zuiderzee diner; een avondvullend programma met eten, muziek en verhalen over de Zuiderzee.
Uiteindelijk besloot Reindersma in de jaren 2020 om dit alles vast te leggen in een rijk geïllustreerd boek. Hierin vindt de lezer meer dan zestig illustraties en diverse vertellingen over de grote onberekenbare Zuiderzee, die de cultuur van de omliggende steden en dorpen enorm heeft beïnvloed.

### Het verhaal van Schokland en de Zuiderzee
Voor het verhaal van Schokland deed Bart Reindersma onderzoek naar hoe het eiland er vóór de ontruiming in 1859 uit had gezien. Daarvan bestaan namelijk geen afbeeldingen. Aan de hand van beschrijvingen in archieven, kadastrale kaarten en intensief speurwerk heeft hij het eiland met zijn verhalen en tekeningen een gezicht kunnen geven. In 2009 was het herdenkingsjaar om stil te staan bij het 150-jarig jubileum van de evacuatie van het voormalige eiland Schokland. Het werk van Bart Reindersma speelde hierbij een belangrijke rol.

### Schoolprojecten
Tussen 2000 en 2005 had hij een galerie annex werkplaats aan de Kerkgracht in Almere-Haven, bij Kunst aan de Gracht. Daar kwam hij in contact met Jet Hellenthal van wat toen nog ‘Kunst en Vliegwerk’ heette. Tegenwoordig is dit Collage, het Centrum voor cultuuronderwijs in Almere. Zij vroeg hem of hij zijn kennis over het vak wilde doorgeven aan basisschoolleerlingen. Dit resulteerde uiteindelijk in lessen creativiteitsontwikkeling waarbij leerlingen uit groep 5, 6, 7 en 8 van het basisonderwijs leren hoe zij zelf etsen kunnen maken.
Sindsdien wordt hij ook door scholen gevraagd om historische verhalen te vertellen, over de Zuiderzee of het verhaal ‘Van Aelmere tot Almere’ over het ontstaan van Almere. Daarbij begeleidt hij zichzelf op de trikitixa.
Met zijn kunstwerken, verhalen en lessen wil hij laten zien dat ons hedendaagse leven niet vanzelfsprekend is. Waar nu land is, was ooit water en het leven dat wij nu leiden is gevormd door de mensen voor ons. Bart Reindersma is nog altijd actief als kunstenaar en aangesloten bij Ateliers De Steiger 206, een broedplaats voor verschillende kunstenaars in Almere.

## Persoonlijk
Hij is gescheiden en heeft drie kinderen. Hij woont op een waalschokker (een oud vissersschip) in de Vecht bij Weesp.